# Rei Kawakubo
Rei Kawakubo, född 1942, är en japansk modeskapare. Kawakubo saknar formell utbildning som modeskapare. Hon har inte studerat på designskola, men läst litteratur på Keiouniversitetet. Hennes första kontakt med modeindustrin var inom det textila där hon började arbeta hos det kemisk och textila företaget Ashai Kasei.
Kawakubo började designa kläder för att hon inte hittade plagg som hon ville ha, därför började Kawakubo göra dem själv. 1973 etablerade Kawakubo sitt märke Commes des Garçons och hade sin första visning för dam i Paris två år efter. Därefter lanserade hon sin första herrkollektion och strax därpå en möbellinje. Kawakubos märke håller ett progressivt mode där experimentella material som gummi, tjära och nagelpoleringsparfym finns till, men även hennes sätt att designa plagg är säreget. Kawakubo går till exempel utanför regelböckerna om skärning och mönster och arbetar i stället på ett konstnärligt sätt där inspirationen och humorn spelar roll. Formspråket tyder på ett avantgarde där asymmetrisk passform funkar både till dam och herr.[källa behövs]

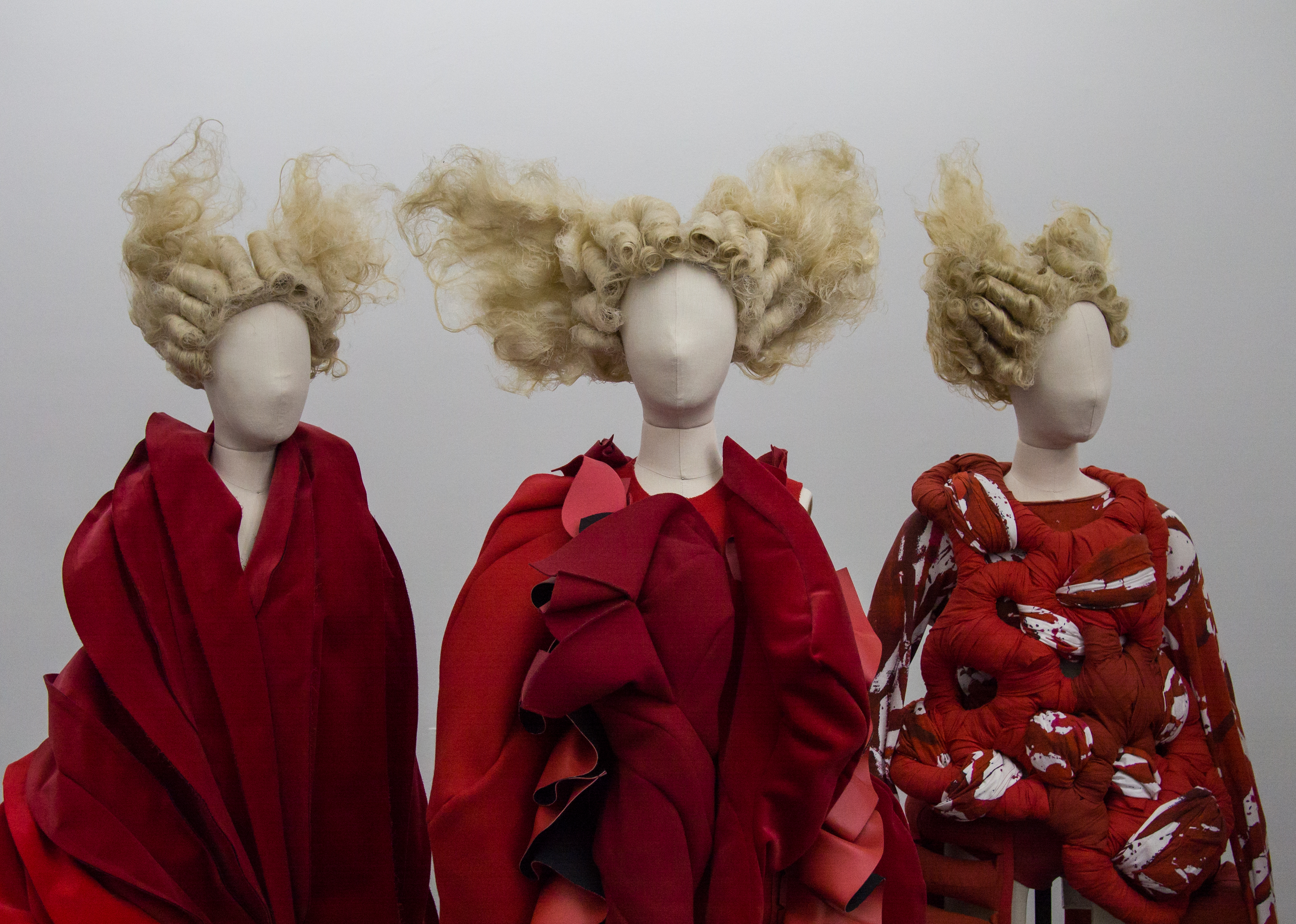
Comme des Garcons Art vid In-Between-showen på the Met.